# Berbice (Fluss)
Der Berbice ist ein Fluss im Osten der Republik Guyana (Südamerika) und Namensgeber der ehemaligen niederländischen Kolonie Berbice, die von 1627 bis 1814 bestand.
Der 595 km lange Fluss entspringt in den Bergen der Rupununi Region und fließt nach Norden durch tropischen Regenwald bis zur Küste. Hier mündet er ca. 6 km nördlich von New Amsterdam in den Atlantischen Ozean.
Hauptzufluss des Berbice ist im Norden der Canje-Fluss.
Die Gezeitengrenze des Flusses liegt zwischen 160 und 320 km vom Meer entfernt.

## Expedition
In den Jahren 1835 bis 1839 erkundete Robert Hermann Schomburgk u. a. den Berbice-Fluss.

## Brücke
Seit dem 23. Dezember 2008 verbindet eine Brücke die Ortschaften New Amsterdam und Rosignol am Westufer.